# Чемпіонат Швеції з футболу 1920
Svenska Mästerskapet 1920 — чемпіонат Швеції з футболу. Проводився за кубковою системою. У чемпіонаті брала участь 46 клубів. 
Чемпіоном Швеції став клуб «Юргорден» ІФ (Стокгольм).

## Півфінал
17 жовтня 1920 «Юргорден» ІФ (Стокгольм) — ІФК Гетеборг 1:0
17 жовтня 1920 ІК «Слейпнер» (Норрчепінг) — ІФК Уддевалла 2:0

## Фінал
24 жовтня 1920 «Юргорден» ІФ (Стокгольм) — ІК «Слейпнер» (Норрчепінг) 1:0